# 鈴木幸毅
鈴木 幸毅（すずき こうき、1937年12月 - ）は日本の経営学者。駒澤大学名誉教授。専門は経営管理論。工業経営研究学会会長、環境経営学会副会長などを歴任。工業経営研究学会学会賞受賞（2002年）。

## 学歴
- 1960年　立教大学経済学部経済学科卒業
- 1967年　中央大学商学研究科博士課程単位取得満期退学

## 著書
- 『組織と管理の批判的研究』（中央経済社、1975年）
- 『企業と管理の理論(第3版)』（税務経理協会、1994年）
- 『バーナード理論批判』（中央経済社、1984年）
- 『現代組織理論(第2版)』（税務経理協会、1994年）
- 『環境問題と企業責任(増補版)』（中央経済社、1994年）
- 『経営管理論ー学説研究ー』（中央経済社、1996年）
- 『バーナード組織理論の基礎』（税務経理協会、1998年）
- 『環境経営学の確立に向けて』（税務経理協会 、1999年）
- 『環境型社会の企業経営』（税務経理恊会、2000年）
- 『環境会計と情報開示』（税務経理協会、2000年）